# Wolverhampton Wanderers Football Club 2021-2022
Questa voce raccoglie le informazioni riguardanti il Wolverhampton Wanderers Football Club nelle competizioni ufficiali della stagione 2021-2022.

## Maglie e sponsor
|  | Casa | Trasferta | Terza divisa |

## Organico
Rosa e numerazione aggiornate al 2 settembre 2021.
| N. |                           | Ruolo | Calciatore             |
| -- | ------------------------- | ----- | ---------------------- |
| 1  | Portogallo (bandiera)     | P     | José Sá                |
| 2  | Paesi Bassi (bandiera)    | D     | Ki-Jana Hoever         |
| 3  | Francia (bandiera)        | D     | Rayan Aït-Nouri        |
| 5  | Brasile (bandiera)        | D     | Fernando Marçal        |
| 6  | Portogallo (bandiera)     | C     | Bruno Jordão           |
| 7  | Portogallo (bandiera)     | C     | Pedro Neto             |
| 8  | Portogallo (bandiera)     | C     | Rúben Neves            |
| 9  | Messico (bandiera)        | A     | Raúl Jiménez           |
| 10 | Portogallo (bandiera)     | A     | Daniel Podence         |
| 11 | Portogallo (bandiera)     | A     | Francisco Trincão      |
| 14 | Colombia (bandiera)       | D     | Yerson Mosquera        |
| 15 | Costa d'Avorio (bandiera) | D     | Willy Boly             |
| 16 | Inghilterra (bandiera)    | D     | Conor Coady (capitano) |
| 17 | Portogallo (bandiera)     | A     | Fábio Silva            |

| N. |                          | Ruolo | Calciatore          |
| -- | ------------------------ | ----- | ------------------- |
| 18 | Inghilterra (bandiera)   | C     | Morgan Gibbs-White  |
| 19 | Spagna (bandiera)        | D     | Jonny               |
| 21 | Inghilterra (bandiera)   | P     | John Ruddy          |
| 22 | Portogallo (bandiera)    | D     | Nélson Semedo       |
| 23 | Inghilterra (bandiera)   | D     | Max Kilman          |
| 26 | Corea del Sud (bandiera) | A     | Hwang Hee-chan      |
| 27 | Marocco (bandiera)       | C     | Romain Saïss        |
| 28 | Portogallo (bandiera)    | C     | João Moutinho       |
| 32 | Belgio (bandiera)        | C     | Leander Dendoncker  |
| 37 | Spagna (bandiera)        | C     | Adama Traoré        |
| 39 | Inghilterra (bandiera)   | C     | Luke Kundle         |
| 54 | Stati Uniti (bandiera)   | C     | Owen Otasowie       |
| 62 | Danimarca (bandiera)     | P     | Andreas Sondergaard |

## Calciomercato

### Sessione estiva (dall'1/7 al 31/8)
| Acquisti         | Acquisti          | Acquisti          | Acquisti                         |
| R.               | Nome              | da                | Modalità                         |
| ---------------- | ----------------- | ----------------- | -------------------------------- |
| P                | Matija Šarkić     | Shrewsbury Town   | fine prestito                    |
| P                | José Sá           | Olympiacos        | definitivo (8 milioni €)         |
| D                | Yerson Mosquera   | Atlético Nacional | definitivo (5,2 milioni €)       |
| D                | Rayan Aït-Nouri   | Angers            | definitivo (11,1 milioni €)      |
| D                | Bendegúz Bolla    | Fehérvár          | definitivo (2 milioni €)         |
| C                | Connor Ronan      | Grasshoppers      | fine prestito                    |
| A                | Francisco Trincão | Barcellona        | prestito con diritto di riscatto |
| A                | Hwang Hee-chan    | RB Lipsia         | prestito con diritto di riscatto |
| Altre operazioni |                   |                   |                                  |
| R.               | Nome              | da                | Modalità                         |
| P                | Louie Moulden     | Manchester City   | definitivo                       |
| D                | Rúben Vinagre     | Famalicão         | fine prestito                    |
| D                | Oskar Buur        | Grasshoppers      | fine prestito                    |
| C                | Bruno Jordão      | Famalicão         | fine prestito                    |
| C                | Joe Hodge         | Manchester City   | definitivo                       |
| C                | Harvey Griffiths  | Manchester City   | definitivo                       |
| A                | Leonardo Campana  | Famalicão         | fine prestito                    |
| A                | Rafa Mir          | Huesca            | fine prestito                    |
| A                | Patrick Cutrone   | Valencia          | fine prestito                    |

| Cessioni         | Cessioni           | Cessioni            | Cessioni                         |
| R.               | Nome               | a                   | Modalità                         |
| ---------------- | ------------------ | ------------------- | -------------------------------- |
| P                | Rui Patrício       | Roma                | definitivo (11,5 milioni €)      |
| P                | Matija Šarkić      | Birmingham City     | prestito                         |
| P                | Andreas Sorengaard | Randers             | prestito                         |
| D                | Rúben Vinagre      | Sporting Lisbona    | prestito con diritto di riscatto |
| D                | Bendegúz Bolla     | Grasshoppers        | prestito                         |
| C                | Owen Otasowie      | Club Bruges         | definitivo (4 milioni €)         |
| C                | Morgan Gibbs-White | Sheffield Utd       | prestito                         |
| C                | Connor Ronan       | St. Mirren          | prestito                         |
| A                | Rafa Mir           | Siviglia            | definitivo (15 milioni €)        |
| A                | Leonardo Campana   | Grasshoppers        | prestito                         |
| A                | Patrick Cutrone    | Empoli              | prestito                         |
| Altre operazioni |                    |                     |                                  |
| R.               | Nome               | a                   | Modalità                         |
| P                | Joe Young          | Runcorn             | prestito                         |
| P                | Jackson Smith      | Kettering Town      | prestito                         |
| D                | Cyriaque Mayounga  | -                   | svincolato                       |
| D                | Sadou Diallo       | -                   | svincolato                       |
| D                | Toti               | Grasshoppers        | prestito                         |
| D                | Dion Sanderson     | Birmingham City     | prestito                         |
| D                | Luke Matheson      | Hamilton Academical | prestito                         |
| D                | Nigel Lonwijk      | Fortuna Sittard     | prestito                         |
| C                | Taylor Perry       | Cheltenham Town     | prestito                         |
| A                | Renat Dadashov     | Tondela             | prestito                         |
| A                | Theo Corbeanu      | Sheffield Weds      | prestito                         |
| A                | Austin Samuels     | Aberdeen            | prestito                         |

## Risultati

### Premier League

#### Girone di andata
| Arbitro: | Craig Pawson (Sheffield & Hallamshire) |

|           |           |  |
| Vardy 41’ | Marcatori |  |

| Arbitro: | Stuart Attwell (Nuneaton) |

|  |           |                 |
|  | Marcatori | 10’ (rig.) Alli |

| Arbitro: | Mike Dean (Wirral) |

|  |           |               |
|  | Marcatori | 80’ Greenwood |

| Arbitro: | Peter Bankes |

|  |           |                                |
|  | Marcatori | 74’ (aut.) Sierralta 83’ Hwang |

| Arbitro: | Darren England (Doncaster) |

|  |           |                             |
|  | Marcatori | 28’ (rig.) Toney 34’ Mbeumo |

| Arbitro: | Andy Madley (South Yorkshire) |

|  |           |                |
|  | Marcatori | 61’ R. Jiménez |

| Arbitro: | Graham Scott (Berks & Bucks) |

|                |           |              |
| Hwang 20’, 58’ | Marcatori | 41’ Hendrick |

| Arbitro: | Michael Oliver |

|                     |           |                                 |
| Ings 48’ McGinn 68’ | Marcatori | 80’ Saïss 85’ Coady 90+5’ Neves |

| Arbitro: | Robert Jones (Merseyside) |

|                    |           |              |
| Rodrigo 94’ (rig.) | Marcatori | 10’ Hee-chan |

| Arbitro: | Martin Atkinson (West Yorkshire) |

|                           |           |           |
| Kilman 28’ R. Jiménez 32’ | Marcatori | 66’ Iwobi |

| Arbitro: | Graham Scott (Berks & Bucks) |

|                        |           |  |
| Zaha 61’ Gallagher 78’ | Marcatori |  |

| Arbitro: | Mike Dean (Wirral) |

|                |           |  |
| R. Jiménez 58’ | Marcatori |  |

| Norwich 27 novembre 2021, ore 15:00 GMT 13ª giornata | Norwich City | 0 – 0 referto | Wolverhampton | Carrow Road (26 911 spett.)\| Arbitro: \| Simon Hooper \| |
| Arbitro:                                             | Simon Hooper |               |               |                                                           |

| Wolverhampton 1º dicembre 2021, ore 19:30 GMT 14ª giornata | Wolverhampton | 0 – 0 referto | Burnley | Molineux Stadium (30 328 spett.)\| Arbitro: \| John Brooks \| |
| Arbitro:                                                   | John Brooks   |               |         |                                                               |

| Arbitro: | Chris Kavanagh (Manchester) |

|  |           |             |
|  | Marcatori | 90+4’ Origi |

| Arbitro: | Jonathan Moss (Sunderland) |

|                     |           |  |
| Sterling 65’ (rig.) | Marcatori |  |

| Arbitro: | Tony Harrington |

|  |           |             |
|  | Marcatori | 45+1’ Saïss |

| Wolverhampton 19 dicembre 2021, ore 14:00 GMT 18ª giornata | Wolverhampton | 0 – 0 referto | Chelsea | Molineux Stadium (30 631 spett.)\| Arbitro: \| David Coote \| |
| Arbitro:                                                   | David Coote   |               |         |                                                               |

| Arbitro: | Darren England (Doncaster) |

|                                                              |           |  |
| R. Jiménez 13’ C. Hernández 18’ (aut.) Podence 21’ Neves 85’ | Marcatori |  |

#### Girone di ritorno
| Arbitro: | Martin Atkinson (West Yorkshire) |

|                          |           |                    |
| Pépé 82’ Sá 90+5’ (aut.) | Marcatori | 10’ Hwang Hee-chan |

| Arbitro: | Mike Dean (Wirral) |

|  |           |              |
|  | Marcatori | 82’ Moutinho |

| Arbitro: | Michael Salisbury |

|                                           |           |                 |
| Jiménez 37’ (rig.) Coady 59’ Traoré 90+1’ | Marcatori | 84’ Ward-Prowse |

| Arbitro: | Peter Bankes |

|           |           |                        |
| Toney 71’ | Marcatori | 48’ Moutinho 78’ Neves |

| Arbitro: | Michael Oliver (Northumberland) |

|  |           |             |
|  | Marcatori | 25’ Gabriel |

| Arbitro: | Kevin Friend (Leicestershire) |

|  |           |                           |
|  | Marcatori | 6’ Jiménez 18’ Dendoncker |

| Arbitro: | Craig Pawson (Sheffield & Hallamshire) |

|                      |           |             |
| Neves 9’ Podence 66’ | Marcatori | 41’ Lookman |

| Arbitro: | Anthony Taylor |

|            |           |  |
| Souček 59’ | Marcatori |  |

| Arbitro: | Andy Madley (South Yorkshire) |

|  |           |                            |
|  | Marcatori | 19’ Mateta 34’ (rig.) Zaha |

| Arbitro: | Michael Oliver (Northumberland) |

|  |           |           |
|  | Marcatori | Coady 49’ |

| Arbitro: | Kevin Friend (Leicestershire) |

|                          |           |                                       |
| Jonny 26’ Trincão 45+11’ | Marcatori | 63’ Harrison 66’ Rodrigo 90+1’ Ayling |

| Arbitro: | Darren England (Doncaster) |

|                            |           |                    |
| Jonny 26’ Young 36’ (aut.) | Marcatori | 86’ (rig.) Watkins |

| Arbitro: | Peter Bankes |

|                 |           |  |
| Wood 72’ (rig.) | Marcatori |  |

| Arbitro: | Atkinson |

|                |           |                                          |
| Dendoncker 11’ | Marcatori | 7’, 16’, 24’, 60’ De Bruyne 84’ Sterling |

| Arbitro: | Anthony Taylor |

|           |           |  |
| Vydra 62’ | Marcatori |  |

| Arbitro: | Hooper |

|  |           |                                                   |
|  | Marcatori | 42’ (rig.) Mac Allister 70’ Trossard 86’ Bissouma |

| Arbitro: | Bankes |

|                        |           |                         |
| Lukaku 56’ (rig.), 58’ | Marcatori | 79’ Trincão 90+7’ Coady |

| Arbitro: | Harrington |

|               |           |           |
| Aït-Nouri 55’ | Marcatori | 37’ Pukki |

| Arbitro: | Taylor |

|                                  |           |         |
| Mané 24’ Salah 84’ Robertson 89’ | Marcatori | 3’ Neto |

### FA Cup

#### Turni eliminatori
| Arbitro: | Paul Tierney |

|                                |           |  |
| Podence 14’, 80’ N. Semedo 73’ | Marcatori |  |

| Arbitro: | David Coote |

|  |           |              |
|  | Marcatori | McLean 45+1’ |

### EFL Cup
| Arbitro: | Stephen Davies |

|  |           |                                                   |
|  | Marcatori | 58’ Saïss 60’ Podence 86’ Trincão 88’ Gibbs-White |

| Arbitro: | Peter Bankes |

|                                            |                      |                            |
| Dendoncker 38’ Podence 58’                 | Marcatori            | 14’ Ndombele 23’ Kane      |
| Hwang João Moutinho Neves Dendoncker Coady | Tiri di rigore 2 – 3 | Kane Reguilón Gil Højbjerg |

## Statistiche

### Statistiche di squadra
Statistiche aggiornate al 5 maggio 2022.
| Competizione   | Punti        | In casa | In casa | In casa | In casa | In casa | In casa | In trasferta | In trasferta | In trasferta | In trasferta | In trasferta | In trasferta | Totale | Totale | Totale | Totale | Totale | Totale | DR |
| Competizione   | Punti        | G       | V       | N       | P       | Gf      | Gs      | G            | V            | N            | P            | Gf           | Gs           | G      | V      | N      | P      | Gf     | Gs     | DR |
| -------------- | ------------ | ------- | ------- | ------- | ------- | ------- | ------- | ------------ | ------------ | ------------ | ------------ | ------------ | ------------ | ------ | ------ | ------ | ------ | ------ | ------ | -- |
| Premier League | 49           | 17      | 7       | 2       | 8       | 18      | 19      | 17           | 8            | 2            | 7            | 15           | 13           | 34     | 15     | 4      | 15     | 33     | 32     | +1 |
| FA Cup         | Quarto Turno | 2       | 1       | 0       | 1       | 3       | 1       | 0            | 0            | 0            | 0            | 0            | 0            | 2      | 1      | 0      | 1      | 3      | 1      | +2 |
| EFL Cup        | Terzo Turno  | 1       | 0       | 1       | 0       | 2       | 2       | 1            | 1            | 0            | 0            | 4            | 0            | 2      | 1      | 1      | 0      | 6      | 2      | +4 |
| Totale         | 49           | 20      | 8       | 3       | 9       | 23      | 22      | 18           | 9            | 2            | 7            | 19           | 13           | 36     | 16     | 4      | 16     | 42     | 35     | +7 |

### Andamento in campionato
| Giornata  | 1  | 2  | 3  | 4  | 5  | 6  | 7  | 8  | 9  | 10 | 11 | 12 | 13 | 14 | 15 | 16 | 17 | 18 | 19 | 20 | 21 | 22 | 23 | 24 | 25 | 26 | 27 | 28 | 29 | 30 | 31 | 32 | 33 | 34 | 35 | 36 | 37 | 38 |
| --------- | -- | -- | -- | -- | -- | -- | -- | -- | -- | -- | -- | -- | -- | -- | -- | -- | -- | -- | -- | -- | -- | -- | -- | -- | -- | -- | -- | -- | -- | -- | -- | -- | -- | -- | -- | -- | -- | -- |
| Luogo     | T  | C  | C  | T  | C  | T  | C  | T  | T  | C  | T  | C  | T  | C  | C  | T  | T  | C  | C  | T  | T  | C  | T  | C  | T  | C  | T  | C  | T  | C  | C  | T  | C  | T  | C  | T  | C  | T  |
| Risultato | P  | P  | P  | V  | P  | V  | V  | V  | N  | V  | P  | V  | N  | N  | P  | P  | V  | N  | V  | P  | V  | V  | V  | P  | V  | V  | P  | P  | V  |    | P  | V  | P  | P  | P  |    |    |    |
| Posizione | 13 | 16 | 18 | 15 | 16 | 14 | 12 | 10 | 11 | 7  | 8  | 6  | 6  | 8  | 8  | 9  | 8  | 8  | 8  | 8  | 8  | 8  | 8  | 8  | 7  | 7  | 8  | 8  | 7  |    | 8  | 8  | 8  | 8  | 8  |    |    |    |

Legenda:

Luogo: C = Casa; T = Trasferta. Risultato: V = Vittoria; N = Pareggio; P = Sconfitta.

### Statistiche dei giocatori
| Giocatore      | Premier League | Premier League | Premier League | Premier League | FA Cup   | FA Cup | FA Cup      | FA Cup     | EFL Cup  | EFL Cup | EFL Cup     | EFL Cup    | Totale   | Totale | Totale      | Totale     |
| Giocatore      | Presenze       | Reti           | Ammonizioni    | Espulsioni     | Presenze | Reti   | Ammonizioni | Espulsioni | Presenze | Reti    | Ammonizioni | Espulsioni | Presenze | Reti   | Ammonizioni | Espulsioni |
| -------------- | -------------- | -------------- | -------------- | -------------- | -------- | ------ | ----------- | ---------- | -------- | ------- | ----------- | ---------- | -------- | ------ | ----------- | ---------- |
| R. Aït-Nouri   | 23             | 1              | 4              | 0              | 2        | 0      | 0           | 0          | 2        | 0       | 0           | 0          | 27       | 1      | 4           | 0          |
| W. Boly        | 10             | 0              | 1              | 0              | 0        | 0      | 0           | 0          | 1        | 0       | 0           | 0          | 11       | 0      | 1           | 0          |
| C. Campbell    | 1              | 0              | 0              | 0              | 0        | 0      | 0           | 0          | 0        | 0       | 0           | 0          | 1        | 0      | 0           | 0          |
| Chiquinho      | 8              | 0              | 0              | 0              | 1        | 0      | 0           | 0          | 1        | 0       | 0           | 0          | 10       | 0      | 0           | 0          |
| C. Coady       | 38             | 4              | 4              | 0              | 2        | 0      | 0           | 0          | 2        | 0       | 0           | 0          | 42       | 4      | 4           | 0          |
| L. Cundle      | 4              | 0              | 0              | 0              | 1        | 0      | 0           | 0          | 1        | 0       | 0           | 0          | 6        | 0      | 0           | 0          |
| L. Dendoncker  | 30             | 2              | 4              | 0              | 2        | 0      | 0           | 0          | 2        | 1       | 0           | 0          | 34       | 3      | 4           | 0          |
| M. Gibbs-White | 2              | 0              | 1              | 0              | 0        | 0      | 0           | 0          | 1        | 1       | 0           | 0          | 3        | 1      | 1           | 0          |
| K. Hoever      | 8              | 0              | 1              | 0              | 0        | 0      | 0           | 0          | 2        | 0       | 0           | 0          | 10       | 0      | 1           | 0          |
| H. Hwang       | 30             | 5              | 2              | 0              | 0        | 0      | 0           | 0          | 1        | 0       | 0           | 0          | 31       | 5      | 2           | 0          |
| Jonny          | 13             | 2              | 1              | 0              | 0        | 0      | 0           | 0          | 0        | 0       | 0           | 0          | 13       | 2      | 1           | 0          |
| B. Jordão      | 0              | 0              | 0              | 0              | 1        | 0      | 0           | 0          | 0        | 0       | 0           | 0          | 1        | 0      | 0           | 0          |
| R. Jiménez     | 34             | 6              | 7              | 2              | 2        | 0      | 0           | 0          | 0        | 0       | 0           | 0          | 36       | 6      | 7           | 2          |
| M. Kilman      | 30             | 1              | 3              | 0              | 2        | 0      | 0           | 0          | 2        | 0       | 0           | 0          | 34       | 1      | 3           | 0          |
| L. Kundle      | 0              | 0              | 0              | 0              | 0        | 0      | 0           | 0          | 1        | 0       | 0           | 0          | 1        | 0      | 0           | 0          |
| F. Marçal      | 18             | 0              | 3              | 0              | 1        | 0      | 0           | 0          | 0        | 0       | 0           | 0          | 19       | 0      | 3           | 0          |
| R. Neves       | 33             | 4              | 9              | 0              | 2        | 0      | 1           | 0          | 1        | 0       | 1           | 0          | 36       | 4      | 11          | 0          |
| Y. Mosquera    | 0              | 0              | 0              | 0              | 0        | 0      | 0           | 0          | 1        | 0       | 0           | 0          | 1        | 0      | 0           | 0          |
| J. Moutinho    | 35             | 2              | 4              | 0              | 2        | 0      | 0           | 0          | 2        | 0       | 0           | 0          | 39       | 2      | 4           | 0          |
| P. Neto        | 13             | 1              | 3              | 0              | 0        | 0      | 0           | 0          | 0        | 0       | 0           | 0          | 13       | 1      | 3           | 0          |
| O. Otasowie    | 0              | 0              | 0              | 0              | 0        | 0      | 0           | 0          | 0        | 0       | 0           | 0          | 0        | 0      | 0           | 0          |
| D. Podence     | 26             | 2              | 2              | 0              | 2        | 2      | 0           | 0          | 2        | 2       | 0           | 0          | 30       | 6      | 2           | 0          |
| J. Ruddy       | 2              | -3             | 0              | 0              | 2        | -1     | 0           | 0          | 2        | -2      | 0           | 0          | 6        | -6     | 0           | 0          |
| J. Sá          | 37             | -40            | 3              | 0              | 0        | -0     | 0           | 0          | 0        | 0       | 0           | 0          | 37       | -40    | 3           | 0          |
| R. Saïss       | 31             | 2              | 6              | 0              | 0        | 0      | 0           | 0          | 1        | 1       | 0           | 0          | 32       | 3      | 6           | 0          |
| N. Semedo      | 25             | 0              | 1              | 0              | 2        | 1      | 0           | 0          | 1        | 0       | 0           | 0          | 28       | 1      | 1           | 0          |
| F. Silva       | 22             | 0              | 0              | 0              | 2        | 0      | 0           | 0          | 2        | 0       | 1           | 0          | 26       | 0      | 1           | 0          |
| A. Sondergaard | 0              | 0              | 0              | 0              | 0        | 0      | 0           | 0          | 0        | 0       | 0           | 0          | 0        | 0      | 0           | 0          |
| Toti           | 4              | 0              | 1              | 0              | 1        | 0      | 0           | 0          | 0        | 0       | 0           | 0          | 5        | 0      | 1           | 0          |
| A. Traoré      | 20             | 1              | 0              | 0              | 1        | 0      | 0           | 0          | 2        | 0       | 0           | 0          | 23       | 1      | 0           | 0          |
| F. Trincão     | 28             | 2              | 0              | 0              | 1        | 0      | 0           | 0          | 1        | 1       | 0           | 0          | 30       | 3      | 0           | 0          |